# 桂川孝裕
桂川 孝裕（かつらがわ たかひろ、1963年〈昭和38年〉2月10日 - ）は、日本の政治家。京都府亀岡市長（3期）。元京都府議会議員（2期）、元亀岡市議会議員（1期）。

## 来歴
岐阜県加茂郡東白川村出身。1981年　(昭和56年)  3月、岐阜県立加茂農林高等学校卒業。1985年（昭和60年）3月、東京農業大学農学部造園学科卒業。同年4月、京都府立農芸高等学校教員としてに赴任。1987年（昭和62年）、亀岡市役所に入所。1988年（昭和63年）、財団法人亀岡市都市緑花協会へ出向。
2003年1月19日に行われた亀岡市議会議員選挙でトップ当選を果たす。2007年（平成19年）2月4日、任期満了により退任。
2007年4月8日に行われた京都府議会議員選挙に出馬し初当選。京都府議会32年ぶりの新会派「京都創生フォーラム会派」を設立。県議は2期務め、2015年4月29日に任期満了により退任。

### 亀岡市長選挙と京都スタジアム
2015年11月1日に行われた市長選挙には、桂川と、労組や日本共産党などが参加する「市民本位の明るい民主市政をつくる会」代表委員の高向吉朗の2名が立候補した。とりわけ、京都府が亀岡市内で進める球技専用スタジアム（京都スタジアム）建設の是非が両者の大きな争点となった。
桂川は「スポーツ観光の振興や市民の健康増進の拠点になる」として、スタジアム建設に賛成の意向を示した。一方、高向は「治水や上水道水源、国の天然記念物アユモドキ保全に問題がある」としてスタジアム建設中止を主張した。桂川が初当選し、11月9日に市長就任。
※当日有権者数：73,631人 最終投票率：44.45%（前回比：8.56pts）
| 候補者名 | 年齢 | 所属党派 | 新旧別 | 得票数   | 得票率 | 推薦・支持                     |
| -------- | ---- | -------- | ------ | -------- | ------ | ------------------------------ |
| 桂川孝裕 | 52   | 無所属   | 新     | 19,847票 | 62.13% | （推薦）自民党・民主党・公明党 |
| 高向吉朗 | 67   | 無所属   | 新     | 12,096票 | 37.87% |                                |

2019年、共産党が実質支援した元教諭を破り再選。
2023年、2人の元市議会議員を破り3選。

## 市政
- 2020年6月16日、LGBTなど性的少数者のカップルが婚姻に相当する関係にあると認める「パートナーシップ宣誓制度」を、同年度中に導入すると発表した[11]。2021年3月1日、同制度実施[12]。